# Laxton's Triumph
Laxton's Triumph es una variedad cultivar de manzano (Malus domestica). 
Un híbrido del cruce de King of the Pippins x Cox's Orange Pippin. Criado en Bedford por "Laxton Bros. Ltd.", en 1902 e introducido por ellos en el mercado en 1930. Las frutas tienen una pulpa fina y bastante firme con un sabor dulce y ligeramente ácido.

## Sinónimo
- "Triumph".

## Historia
'Laxton's Triumph' es una variedad de manzana, híbrido del cruce de King of the Pippins x Cox's Orange Pippin. Desarrollado y criado a partir de 'King of the Pippins' mediante una polinización por la variedad 'Cox's Orange Pippin', por "Laxton Bros. Ltd." Bedford, Inglaterra, (Reino Unido) a principios del siglo XX en 1902 e introducido por ellos en el mercado en 1930.
'Laxton's Triumph' se cultiva en la National Fruit Collection con el número de accesión: 1931-004 y Accession name: Laxton's Triumph.

## Características
'Laxton's Triumph' árbol de extensión erguida, de vigor moderadamente vigoroso, portador de espuela. Tiene un tiempo de floración que comienza a partir del 7 de mayo con el 10% de floración, para el 14 de mayo tiene una floración completa (80%), y para el 20 de mayo tiene un 90% caída de pétalos.
'Laxton's Triumph' tiene una talla de fruto medio; forma amplia globosa cónica con caras angulares y a menudo de lados asimétricos e irregulares, con una altura de 48.00mm, y con una anchura de 60.50mm; con nervaduras ausentes; epidermis con color de fondo amarillo, con un sobre color rubor rojo claro, importancia del sobre color medio, y patrón del sobre color rayas rojas más oscuras en la cara expuesta al sol, "russeting" (pardeamiento áspero superficial que presentan algunas variedades) muy bajo; la piel tiende a ser lisa se vuelve grasienta en la madurez; cáliz es grande y abierto, ubicado en una cuenca ancha y poco profunda, arrugada; pedúnculo largo y se coloca en una cavidad en forma de embudo, con un ligero "russeting"; carne es de color blanco cremoso, de grano fino y firme. Sabor jugoso, dulce, aguda y muy aromática.
Su tiempo de recogida de cosecha se inicia a finales de octubre. Se mantiene bien durante tres meses en cámara frigorífica.

## Usos
Una buena manzana de uso de postre fresca en mesa.

## Ploidismo
Diploide, auto estéril. Grupo de polinización: D, Día 14. Los botones florales soportan las heladas tardías.